# جاي شاندراسيخار
جاي شاندراسيخار (بالإنجليزية: Jay Chandrasekhar)‏ (و. 1968  م) هو كاتب سيناريو، ومخرج أفلام، وكاتب، وممثل تلفزي، وممثل أفلام، ومنتج أفلام، ومونتير أمريكي، ولد في شيكاغو.

## التعليم
تعلم في جامعة كولجيت
.

## وصلات خارجية
- جاي شاندراسيخار على موقع IMDb (الإنجليزية)
- جاي شاندراسيخار على موقع ألو سيني (الفرنسية)
- جاي شاندراسيخار على موقع أول موفي (الإنجليزية)
- جاي شاندراسيخار على موقع بوكس أوفيس موجو (الإنجليزية)
- جاي شاندراسيخار على موقع قاعدة بيانات الأفلام السويدية (السويدية)
- جاي شاندراسيخار على موقع قاعدة بيانات الفيلم (الإنجليزية)
- جاي شاندراسيخار على موقع كينوبويسك (الروسية)